# Socialna medicina
Socialna medicina je veja medicine, ki deluja na področju družbenega zdravja.
Zdravnik-specialist, ki deluje na tem področju, se imenuje zdravnik specialist socialne medicine.